# Большая Нежода
Больша́я Нежо́да   — деревня  в  Смоленской области России,  в Глинковском районе. По состоянию на 2007 год постоянного населения не имеет   Расположена в центральной части области  в 9 км к юго-востоку от села Глинка,  в 5 км севернее  автодороги Р96 Новоалександровский(А101)- Спас-Деменск — Ельня — Починок.  В 1 км юго-восточнее деревни железнодорожная станция Нежода на линии Смоленск  - Сухиничи. Входит в состав Бердниковского сельского поселения.   

## История
В годы Великой Отечественной войны деревня была оккупирована гитлеровскими войсками в июле 1941 года, освобождена в ходе Ельнинско-Дорогобужской операции в 1943 году. В 1943 близ деревни произошло крупное танковое сражение, в ходе которого командиру танка Ю.С. Белоногову было присвоено звание Герой Советского Союза .